# Sitio del desembarco de William Penn

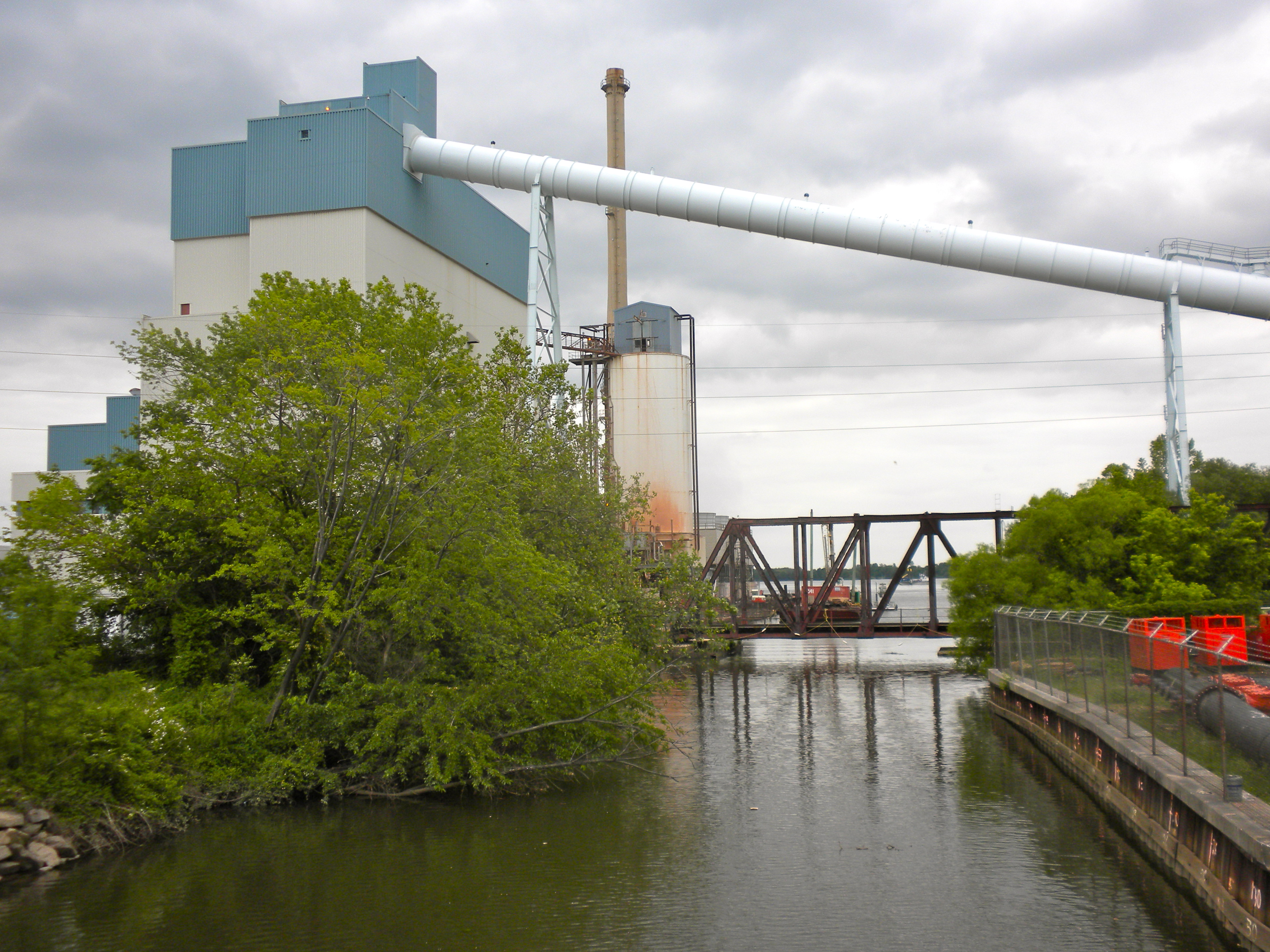
La desembocadura de Chester Creek, justo al norte del lugar de aterrizaje.

El monumento en el sitio de desembarco de William Penn en la Chester, en el estado de Pensilvania (Estados Unidos), marca el lugar del primer desembarco de William Penn en el territorio de Pensilvania, el 28 o 29 de octubre de 1682. Penn, el fundador de la Provincia de Pensilvania, aterrizó en el único pueblo de la provincia, entonces conocido como Upland.
El monumento en el sitio fue diseñado por John Struthers, erigido el 8 de noviembre y dedicado el 9 de noviembre de 1882 El sitio de aterrizaje se colocó en el Registro Nacional de Lugares Históricos en 1971. 

## Fundación de Pensilvania
Después de recibir el estatuto de la provincia de Pensilvania el 4 de marzo de 1681 del rey Carlos II de Inglaterra, Penn nombró a William Markham como vicegobernador el 10 de abril de 1681. Markham se dirigió a Nueva York, que había ejercido un control nominal del área de Pensilvania desde 1676, donde presentó sus credenciales. El 3 de agosto de 1681, Markham llegó a Upland, el único pueblo de la provincia. Aproximadamente 500 europeos vivían en la provincia en ese momento, principalmente en los condados actuales de Delaware y Chester centrados alrededor de Upland. Los colonos suecos y holandeses habían vivido en el área desde la década de 1630, y los cuáqueros se habían mudado allí desde West Jersey a partir de 1675. El poco gobierno que había, había sido proporcionado por Upland Court bajo las leyes de James, duque de York, supervisado nominalmente por el gobernador de Nueva York. El Tribunal de Upland ejerció la autoridad judicial, legislativa y ejecutiva.
Markham nombró jueces para la corte y miembros de un consejo. También se reunió con Charles Calvert, tercer barón de Baltimore en Upland, quien le informó que la frontera entre Pensilvania y Maryland estaba a unas 12 millas al norte. Markham aparentemente informó a Penn de la disputa fronteriza. Luego, Penn dispuso recibir escrituras del duque de York para los "tres condados inferiores" que ahora comprenden el estado de Delaware, fortaleciendo así sus reclamos más al norte sobre el río Delaware.
Penn navegó a bordo del barco Welcome from Deal, Kent, en el Canal de la Mancha el 30 de agosto de 1682 y aterrizó por primera vez en Estados Unidos el 27 de octubre de 1682 en New Castle, Delaware. En New Castle realizó la antigua ceremonia de "césped y ramitas" conocida como librea de seisin para tomar posesión del condado de New Castle. En dos días llegó a Upland, a unas 18 millas al norte por el río Delaware.
Según Smith, inmediatamente después de llegar a Upland, Penn le pidió a un compañero de Chester en Inglaterra que cambiara el nombre de la ciudad, y él rápidamente lo rebautizó como Chester. Penn aterrizó cerca de la casa de troncos de Robert Wade, que también se usó como el primer centro de reuniones de los cuáqueros en el área, y pasó la noche en la casa. Wade, en 1675, había comprado la propiedad que había sido propiedad de la hija del gobernador de Nueva Suecia, Johan Printz. El ministro cuáquero William Edmundson había mencionado la casa en su diario en 1676.

## Monumento
El monumento de granito mide aproximadamente cinco pies de altura y tiene el escudo de armas de Penn en el lado que mira hacia el interior. El monumento fue pagado por miembros de la Sociedad Histórica de Pensilvania y el Penn Club para conmemorar el 200 aniversario del desembarco. Se hizo correr un tren especial de Filadelfia a Chester para la ocasión, y la dedicación se celebró largamente. El sitio ahora está a unos 100 pies tierra adentro, con vías de ferrocarril que lo separan del río Delaware en una sección industrial de Chester, justo al sur de Chester Creek.